# Horus Escorpión I
Horus Escorpión I (hor Serq) fue un rey predinástico egipcio que gobernó alrededor del 3250 a. C.
En 1988, los arqueólogos Werner Kaiser y Günter Dreyer (del Instituto Arqueológico Alemán en El Cairo) descubrieron el nombre del rey en las excavaciones de la tumba Uj, en Umm el-Qaab (Abidos); está datada en la cultura Naqada III; por tanto, se trataría de un rey distinto al de la misma denominación de la Dinastía 0: el rey Horus Escorpión II.

## La tumba de Horus Escorpión I
La tumba posee doce cámaras, de 9,10 m × 7,3 m, y contenía recipientes de donaciones, varillas de marfil, un cetro real, y varios cientos de vasijas de vino que, en parte, fueron importadas de la zona de Canaán. Las etiquetas de las jarras representan la evidencia más antigua que se conoce de posibles signos escritos legibles fonéticamente en Egipto. 
Los excavadores de la tumba consideran que no es el mismo "Escorpión", como lo atestiguan las inscripciones del muro, ya que no es del mismo período. Aunque los escorpiones que adornan la tumba pudieran no ser el nombre de un rey, sino la representación de un cargo o de un nomo (provincia).
También podría darse el caso de que se tratara de un cenotafio del rey, grabando solo su "nombre". Se encuentra en la parte más antigua del cementerio, en el llamado Cementerio U, 150 metros al norte de los enterramientos de Narmer y Aha. La construcción era de adobe y los muros son bastante delgados en comparación con los anteriores. 
La estructura original fue una cámara en la esquina superior derecha y nueve habitaciones que se conectan entre sí (y con la cámara de la tumba) mediante estrechas rendijas, que probablemente simbolizaban puertas. La tumba fue ampliada más tarde con dos habitaciones construidas en dos etapas, en el lado largo sur. 
Los objetos encontrados dentro de la tumba fueron notables y causaron gran sorpresa a los excavadores: imágenes de escorpiones con forma real y un montón de vasijas importadas desde el norte de Canaán, situada mil kilómetros al noreste, que posiblemente contenían vino. Algunas adjuntan pequeñas etiquetas de marfil que representan aves, y otros animales y están marcadas con el nombre de la ciudad Bast (en griego: Bubastis) que está situada en la mitad este del delta, en el Bajo Egipto, a 550 km de distancia. El propietario ordenó almacenar estas vasijas importadas, en las que se puede leer de las plantaciones de Escorpión.

## Testimonios de su época
Una roca tallada en Nubia con un gran escorpión atacando a un hombre con sus manos atadas a la espalda, donde dos arqueros están viendo la escena, probablemente muestra una incursión punitiva en el sur de la región de Egipto.
Estandartes con halcones posados (el rey) han sido un símbolo de esta provincia desde tiempos tempranos; también se encontraron otros escorpiones de cerámica vidriada, marfil y piedra caliza en Hieracómpolis.

## Titulatura
| Titulatura | Jeroglífico | Transliteración (transcripción) - traducción - (referencias) |

| G5 |

| G5 |